# Opération Dinastía
Conflit armé colombien
Batailles
Années 1970

Anorí
Années 1980

Palais de justice
Années 1990
- Casa Verde
- Girasoles
- Las Delicias
- Quebrada El Billar
- Miraflores
- Mitú

Années 2000
- Berlín
- Reprise de la zone démilitarisée
- Alcatraz
- Jaque
- Fénix
- Dinastía

Années 2010
- Camaleón
- Sodoma
- Némésis
- Odiseo
- Combats de 2013 (processus de paix)

L’opération Dinastía est une opération militaire menée par l'unité de contre-insurrection Fuerza de Tarea Conjunta Omega de l'armée nationale colombienne du 31 décembre 2009 au 1er janvier 2010 contre des éléments de la guérilla des FARC dans la forêt humide de la municipalité de Vista Hermosa dans le département colombien de Meta.
Elle est menée en représailles à l'élimination du gouverneur du département de Caquetá, Luis Francisco Cuéllar, le 22 décembre 2009.

## Historique
Elle débute par des bombardements de la force aérienne colombienne contre des positions des FARC puis par l'attaque de la Fuerza de Tarea Conjunta Omega qui saisiront 46 fusils, 87 grenades, 14 mines et 50 sacs à dos de campagne.
Le chef du Frente 43 des FARC, Luis Antonio Mosquera Ruiz, alias Albero Ruiz, sera éliminé lors de l'opération.